# Brabus

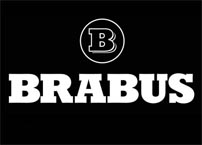
Het logo van Brabus

Brabus is een Duits tuningbedrijf gevestigd te Bottrop. Brabus modificeert auto's van Daimler AG. In het verleden werden naast Mercedes, Smart en Maybach ook automerken van de Daimler-Chryslergroep getuned zoals Dodge en Chrysler. Na het uiteenvallen van Daimler-Chrysler viel Brabus terug op Mercedes-Benz en diens aanverwanten. Dit is lang zo gebleven maar de laatste jaren heeft Brabus behoorlijk uitgebreid op verzoek van klanten. Er worden nu ook modellen van Porsche, Range-Rover en zelfs boten getuned.

## Oprichting
Brabus werd opgericht in 1977 door Bobo Buschmann en Klaus Brackman. De naam Brabus is afgeleid van de eerste drie letters van de achternaam van de twee oprichters (Bra)ckman & (Bus)chmann.

## Modellen
Een aantal recente modellen van Brabus:

### Brabus Rocket 800
De Rocket is gebaseerd op een Mercedes-Benz CLS-Klasse. Met een topsnelheid van meer dan 370 km/u is deze door Brabus gemodificeerde CLS de snelste 4-deurs sedan ter wereld. Deze snelheid kan worden behaald door de speciaal door Brabus ontwikkelde 6,2 liter V12 met twee turbo's die wel 800 pk levert. Het productiemodel heeft  een snelheidsbegrenzing van 350 km/u om de banden heel te houden. De prijs is vanaf €429.000, dat is ongeveer vijf keer zo veel als een 'normale' CLS kost. De 800 serie wordt nog steeds uitgevoerd.

### Brabus E V12 Coupe
De E V12 is gebaseerd op de Mercedes-Benz E-Klasse Coupé. Brabus heeft de auto voorzien van een aangepaste motor met twee turbo's die 800 pk levert. De motor is in staat de auto op een snelheid van 350 km/u te krijgen, zonder begrenzing tot 370. Er zijn zeer weinig auto's met een achterbank die ook maar bij die topsnelheid in de buurt komen. Verder is de E V12 uitgerust met uitbundig bumper- en spoilerwerk en heeft het nog steeds het luxe interieur dat men van Mercedes-Benz gewend is. De prijs is vanaf €478.000, dit maakt het een van de duurste auto's in zijn klasse.
Aantal exemplaren: 365

### Brabus 800 E V12 Cabrio
Dit is de open versie van de E V12 Coupé. In tegenstelling tot de coupé heeft deze wagen geen snelheidsbegrenzing. Hierdoor kan hij een snelheid van 370 km/u halen en daarmee is het de snelste 4-persoons cabrio ter wereld. Behalve zijn aangepaste motor, diezelfde als in de Coupe, heeft Brabus de auto voorzien van vele koolstofvezelelementen. Ook de grote bumpers en spoilers zijn niet vergeten. Voor de rest heeft de auto een aangepast onderstel en een nieuw uitlaatsysteem gekregen. De prijs is vanaf €478.000, even duur als de Coupé.

### Brabus 700 Biturbo
Deze wagen heeft de Mercedes-Benz SLS AMG als basis. Brabus heeft het vermogen opgeschroefd naar rond de 700 pk, zoals de naam suggereert, mede dankzij de twee turbo's en het nieuwe uitlaatsysteem. Door deze vermogensupgrade haalt de Brabus een topsnelheid van 340 km/u, dat is 23 km/u harder dan de standaard SLS AMG. Qua uiterlijke veranderingen heeft Brabus zich ingehouden. De auto is wat breder en heeft enkele aerodynamische verbeteringen.

### Brabus Bullit Coupé
De Brabus Bullit Coupé is een door Brabus getunede Mercedes-Benz C 63 AMG Coupé. De standaard-V8 van AMG werd vervangen door een V12 uit de Mercedes-Benz S-klasse. De motorinhoud van de V12 werd vergroot van 5,5 naar 6,2 liter. Het vermogen komt uit op 800 pk en een koppel van 1420 Nm. Het koppel is overigens begrensd op 1100 Nm. Volgens Brabus weet de Bullit Coupé de sprint van 0 tot 100 km/h in 3,7 seconden te doen. Na 9,8 seconden rijdt de auto 200 km/h en na 23,8 seconden gaat de auto 300 km/h. De Bullit Coupé zou een topsnelheid moeten hebben van 370 km/h.

### Brabus 930
Deze sport wagen is in 2024 onthuld en gebaseerd op de Mercedes-AMG S63 E-Performance. De nieuwe carbon onderdelen op het exterieur vallen gelijk op. Naast lichter te zijn, zijn ze ook aerodynamisch verbeterd. Ook is voor deze auto een speciale 22" velg ontwikkeld: de Monoblock ZM "Platinum Edition". Natuurlijk is er ook, zoals Brabus zelf zegt, een Masterpiece leren interieur in gezet. Volledig zelf samen te stellen en met extra features zoals RGB verlichting en een carbon dashboard. Ten slotte is de motor getuned waardoor die nu 930 pk levert, 130 pk meer dan een gewone S63 E-Performance. De kosten voor al deze upgrades kunnen oplopen tot €500.000.

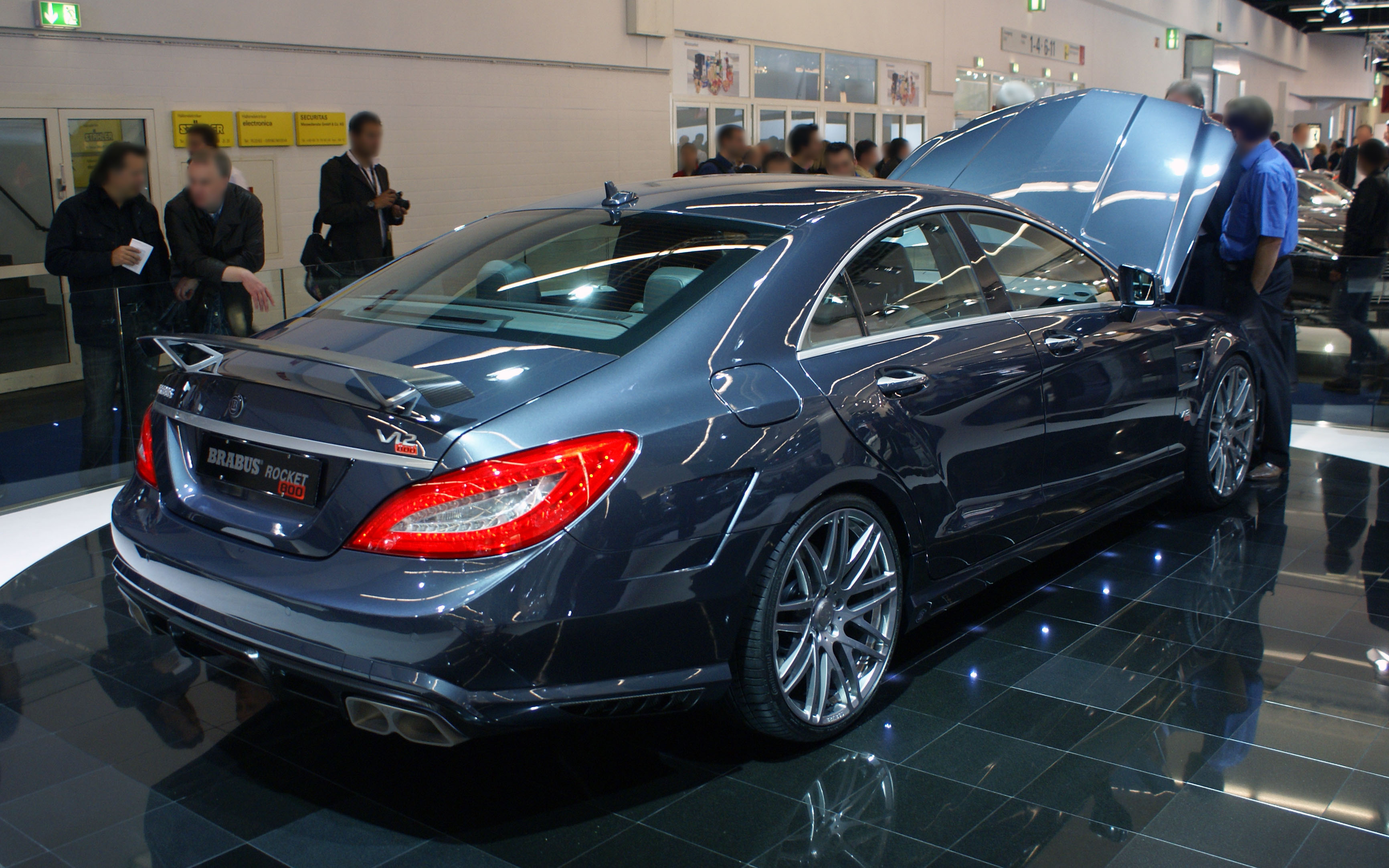
Brabus Rocket 800
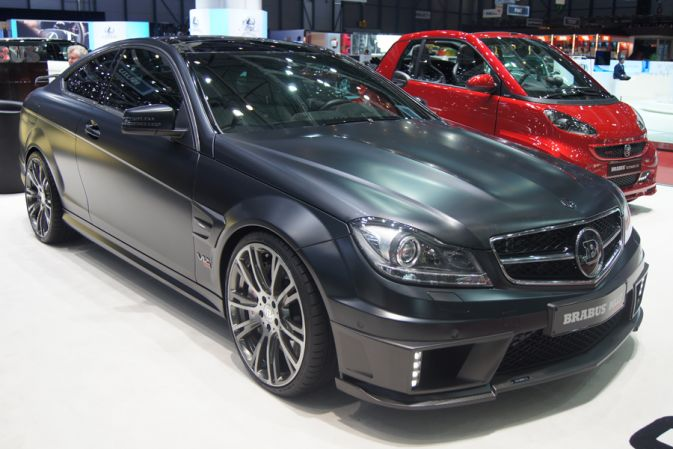
Brabus Bullit Coupé
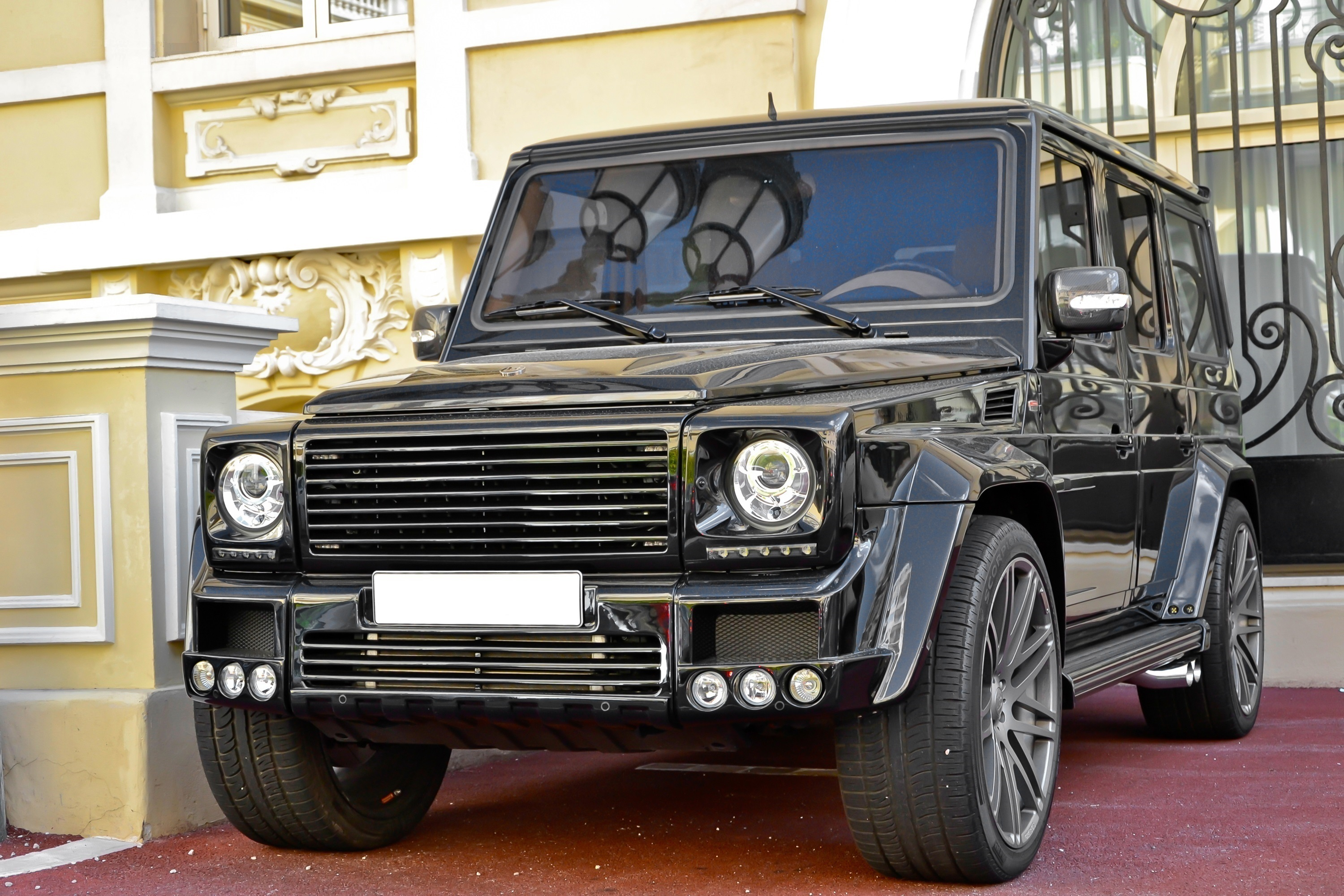
Brabus G V12 800 Widestar
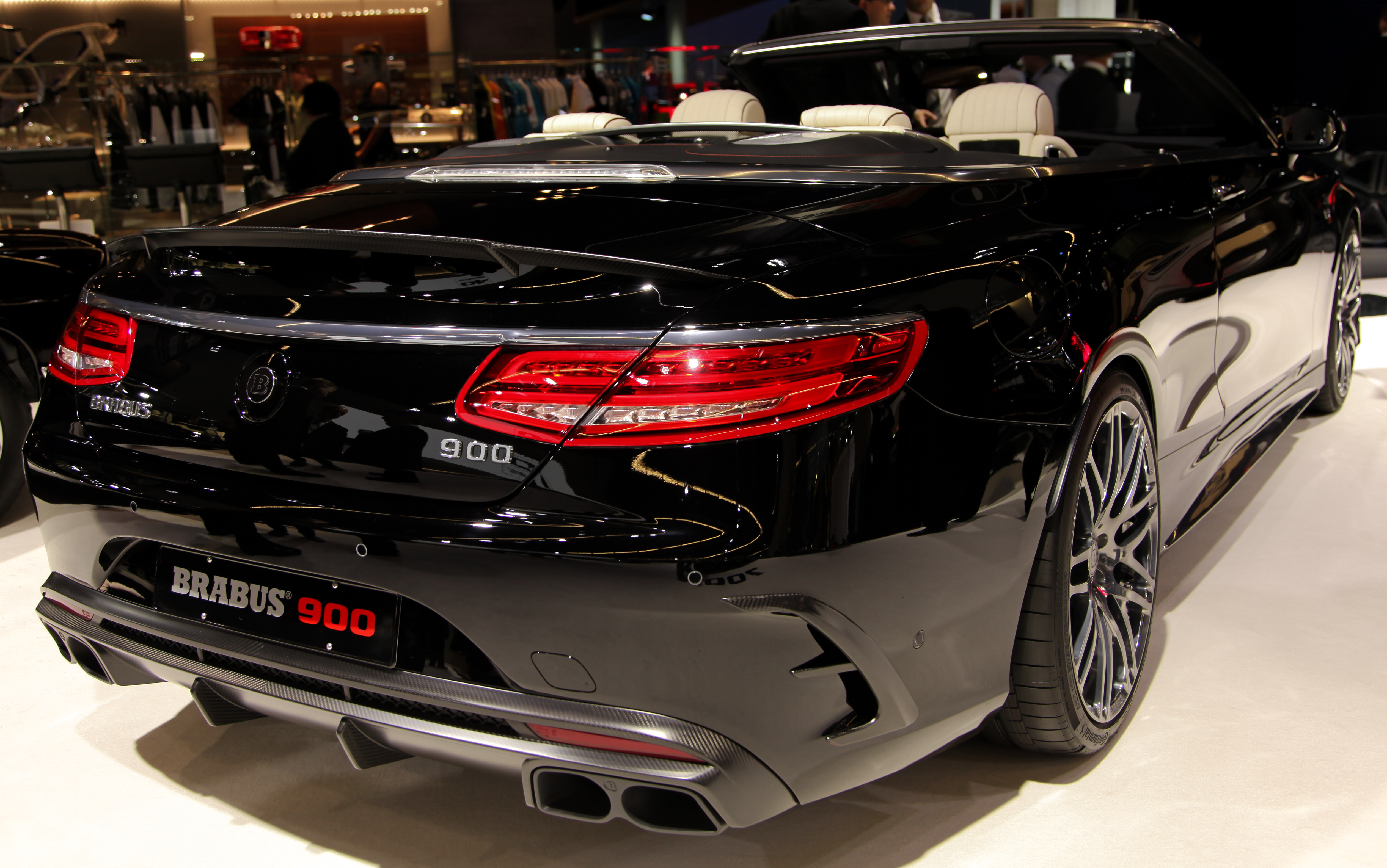
Brabus 900 Cabriolet
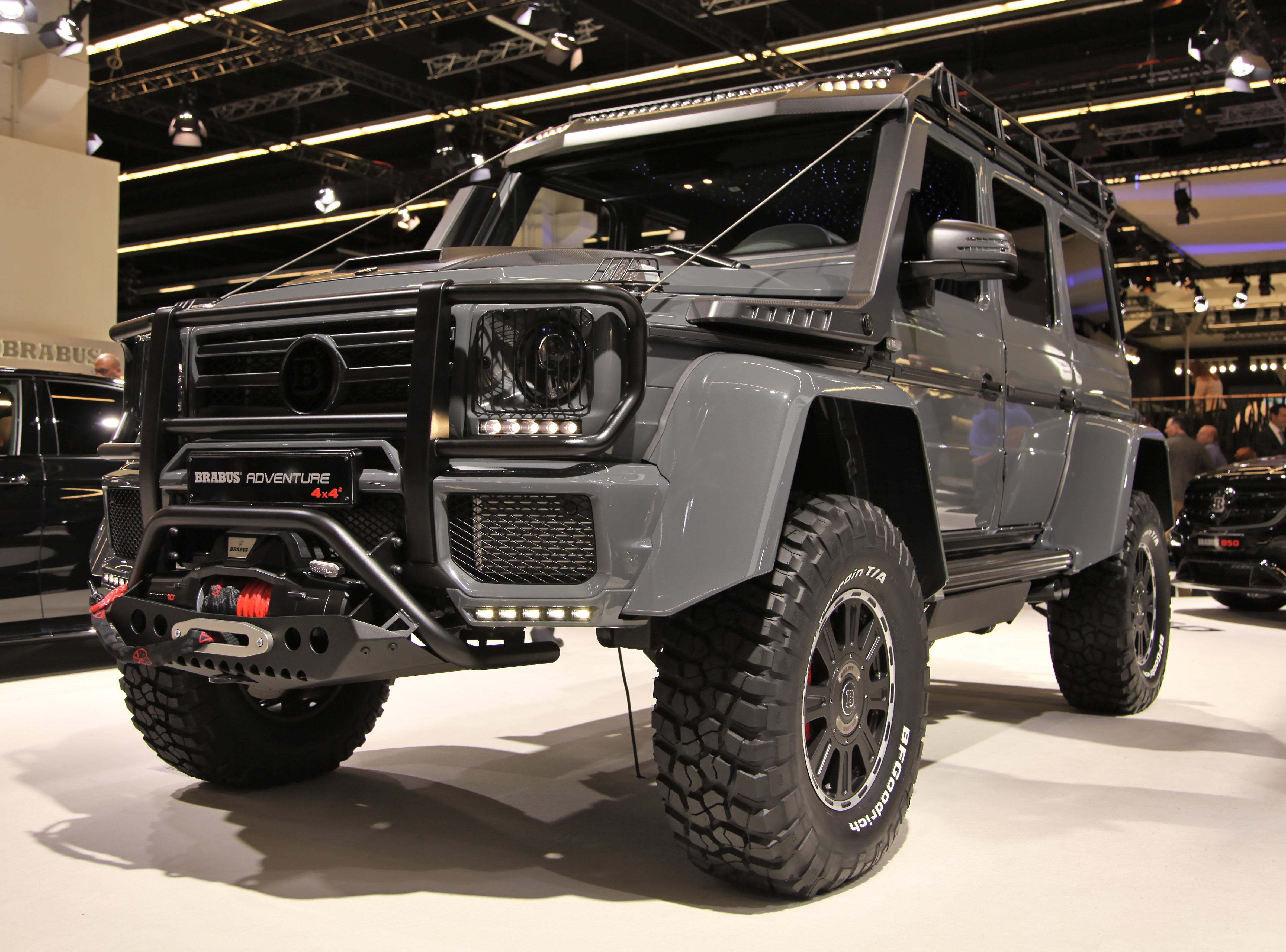
Brabus G Adventure 4x4